# Terry O'Malley
Terrence M. "Terry" O'Malley, född 21 oktober 1940 i Toronto, är en kanadensisk före detta ishockeyspelare.
Han blev olympisk bronsmedaljör i ishockey vid vinterspelen 1968 i Grenoble.